# Le Triomphe de l'anarchie
Le Triomphe de l'anarchie est une chanson anarchiste française datant de 1901. Les paroles et la musique sont du parolier Charles d'Avray. 
Il y a 6 couplets et un refrain.
Arrivant après la périodes des attentats anarchiste, elle développe les maux du capitalisme... et propose une solution via l'anarchie et ces valeurs,.

## Interprétations
- Marc Ogeret, Chansons « contre » (album studio), 1988 et 1968. Vogue, 1968, CD augmenté 1988, écouter en ligne[1].
- Les Quatre Barbus, Chansons anarchistes (album studio), France, 1969. SERP, 2000, 1 CD (42 min 55 s) et un  1 livret, écouter en ligne.
- René Binamé,71.86.21.36 (album studio), 1996, [lire en ligne]. , 1 CD (58 min)[1].
- Collectif, Chansons Anarchistes. Morts aux Vaches !, Picrate Productions, 2006, 1 CD audio, 20 titres (65 min). Compilation de chansons francophones de 1870 à nos jours.
- Les Sarkofiottes, C'est Pas Nous Les Méchants (album studio), 2007., version acoustique[1].
- Irracible, Cover exquis (album studio), 14 juillet 2022, [lire en ligne]., version rap[1]